# Pogoń Lwów
El Pogoń Lwów (nombre completo: Lwowski Klub Sportowy Pogoń Lwów) es un equipo polaco de fútbol, con sede en Lwów. Fundado en 1904, militaba en la cuarta liga de Polonia y desapareció en 1945 cuando la ciudad de Lwow pasó a llamarse Lviv y se integró a Ucrania.
En el año 2009 nace el LKS Pogon Lwów como la reencarnación de este club como parte del fútbol de Ucrania.

## Palmarés
- Ekstraklasa (4): 1922, 1923, 1925 y 1926.

## Entrenadores
- 1907–1909 : Eugeniusz Piasecki
- 1910 : Jan Lubicz-Woytkowski
- 1910–1914 : Stanislaw Miziewicz
- 1914–1921 : Rudolf Wacek
- 1921–1923 : Ludwik Koziebrodzki
- 1924 : Tadeusz Kuchar
- 1925 : Michal Parylak
- 1926–1932 : Wlodzimierz Dzieduszyński
- 1933–1934 : Ludwik Lepiarz
- 1935 : Romuald Klimow
- 1936 : Kazimierz Protassowicz
- 1937–1938 : Eugeniusz Ślepecki
- 1938–1939 : Jerzy Kozicki

## Galería

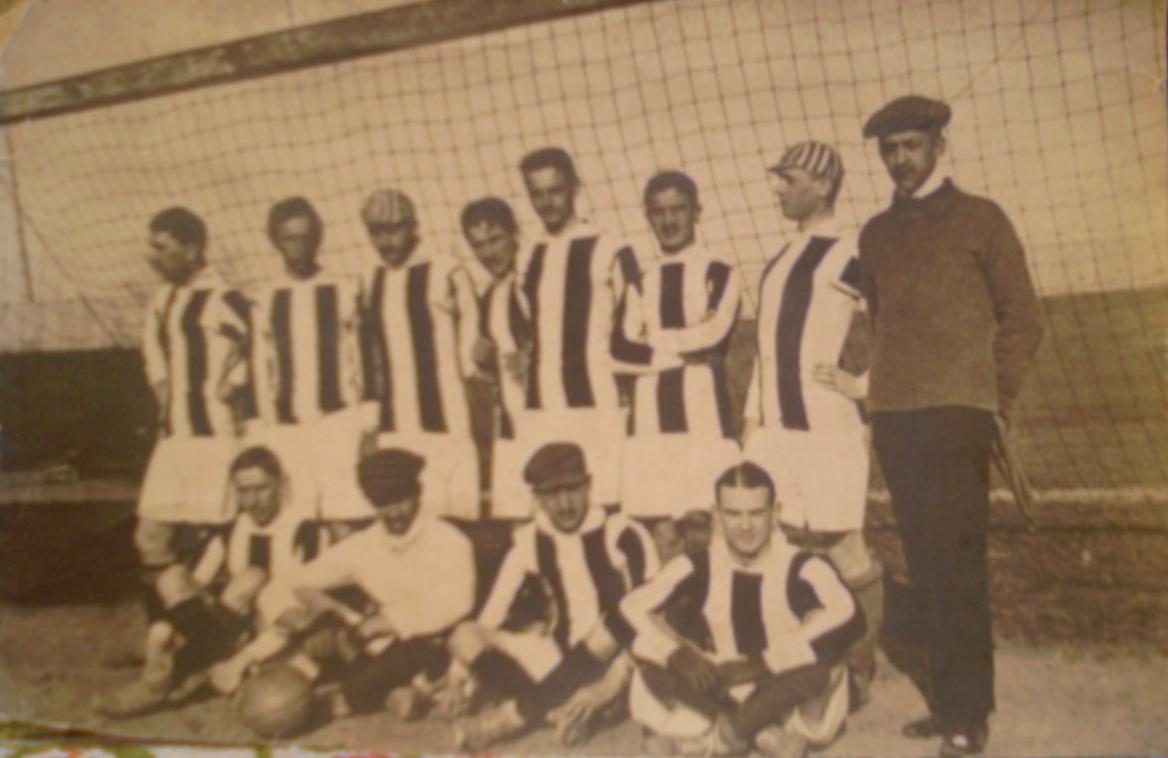
Equipo de 1910.
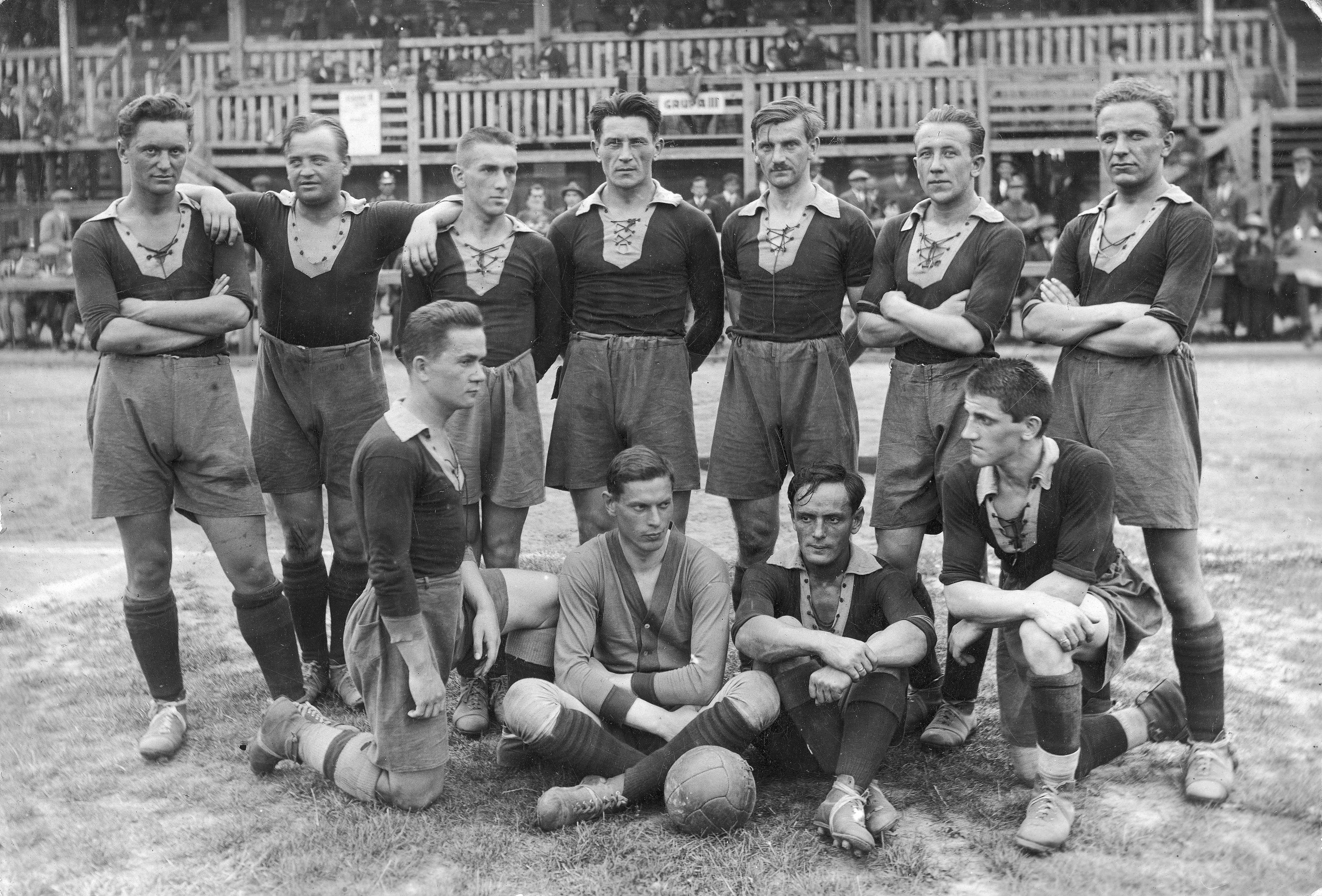
Equipo de 1926.
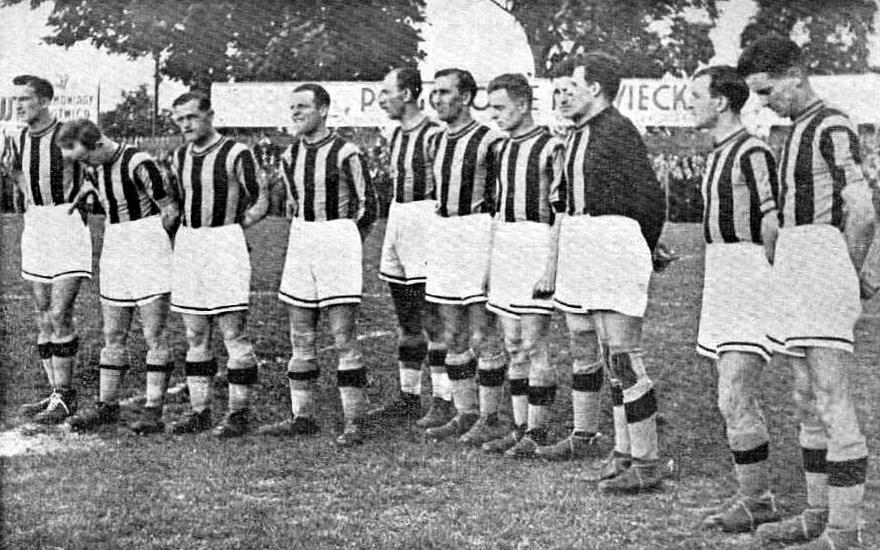
Equipo de 1936.